# Нотр-Дам-де-Лурд (парафія, Нью-Брансвік)
Нотр-Дам-де-Лурд (англ. Notre-Dame-de-Lourdes) — парафія в Канаді, у провінції Нью-Брансвік, у складі графства Мадаваска.

## Населення
За даними перепису 2016 року, парафія нараховувала 275 осіб, показавши зростання на 4,6%, порівняно з 2011-м роком. Середня густина населення становила 1,5 осіб/км².
З офіційних мов обидвома одночасно володіли 165 жителів, тільки англійською — 15, тільки французькою — 95.
Працездатне населення становило 51% усього населення, рівень безробіття — 7,7%.

## Клімат
Середня річна температура становить 3,2°C, середня максимальна – 22°C, а середня мінімальна – -20,8°C. Середня річна кількість опадів – 1 061 мм.
| Клімат поселення                              | Клімат поселення | Клімат поселення | Клімат поселення | Клімат поселення | Клімат поселення | Клімат поселення | Клімат поселення | Клімат поселення | Клімат поселення | Клімат поселення | Клімат поселення | Клімат поселення | Клімат поселення |
| Показник                                      | Січ.             | Лют.             | Бер.             | Квіт.            | Трав.            | Черв.            | Лип.             | Серп.            | Вер.             | Жовт.            | Лист.            | Груд.            |                  |
| Середній максимум, °C                         | −7,45            | −5,74            | 1,26             | 8,85             | 16,42            | 21,73            | 21,98            | 20,99            | 15,87            | 9,86             | 3,47             | −5,18            |                  |
| Середня температура, °C                       | −14,14           | −12,43           | −5,43            | 2,16             | 9,72             | 15,03            | 17,97            | 16,99            | 11,86            | 5,85             | −0,54            | −9,19            |                  |
| Середній мінімум, °C                          | −20,83           | −19,12           | −12,12           | −4,53            | 3,04             | 8,34             | 13,96            | 12,98            | 7,85             | 1,85             | −4,55            | −13,2            |                  |
| Норма опадів, мм                              | 85               | 65               | 72               | 71               | 86               | 92               | 113              | 102              | 93               | 95               | 94               | 93               |                  |
| Середньомісячна швидкість вітру, м/с          | 3.98             | 4.00             | 4.18             | 3.98             | 3.72             | 3.40             | 3.07             | 3.00             | 3.30             | 3.70             | 3.86             | 3.94             |                  |
| Середньомісячна сонячна радіація, кДж/м²·день | 5097             | 8482             | 12320            | 15963            | 18593            | 20326            | 19646            | 17263            | 12613            | 7698             | 4595             | 3886             |                  |
| --------------------------------------------- | ---------------- | ---------------- | ---------------- | ---------------- | ---------------- | ---------------- | ---------------- | ---------------- | ---------------- | ---------------- | ---------------- | ---------------- | ---------------- |
| Джерело:                                      |                  |                  |                  |                  |                  |                  |                  |                  |                  |                  |                  |                  |                  |